# شهرستان کائولینوفو
شهرستان کائولینوفو (به بلغاری: Kaolinovo Municipality) یک شهرستان در بلغارستان است که در استان شومن واقع شده‌است. شهرستان کائولینوفو ۲۹۳٫۵۳ کیلومتر مربع مساحت و ۱۲٬۲۵۱ نفر جمعیت دارد.